# Flor Peeters
Pour les articles homonymes, voir Peeters.
Le baron François-Florent dit Flor Peeters (Tielen, 4 juillet 1903 - Anvers, 4 juillet 1986) est un organiste et compositeur belge.

## Biographie
Il fait ses études musicales à l'Institut Lemmens, alors situé à Malines, avec Lodewijk Mortelmans, Jules Van Nuffel et Oscar Depuydt. Organiste titulaire de la Cathédrale Saint-Rombaut à Malines de 1923 à sa mort, il y fait construire un orgue neuf par la firme Stevens.
En 1971, S.M. le roi Baudouin lui confère le titre personnel de baron.

## Compositions

### Orgue
- Op. 6 4 Improvisations sur des mélodies grégoriennes (1923)
- Op. 13 Symphonic fantasy on an Eastern gregorian Alleluia (1925)
- Op. 17 Intieme stonden (1928)
- Op. 20 Variationen und Finale über ein altflämisches Lied (192; éd. Peters, Frankfurt, 1934) dédié à Marcel Dupré
- Op. 25 Intieme stonden (1931)
- Op. 28 Toccata, Fugue et Hymne sur « Ave Maris Stella » (1931; éd. Lemoine, Paris, 1936) dédié à Charles Tournemire
- Op. 37 Vlaamse Rhapsodie (1935; éd. Schott, Bruxelles, 1938) dédié à G.D.Cunningham
- Op. 38 Elégie pour orgue (1935; éd. Lemoine, Paris, 1935)
- Op. 39 10 Préludes de chorals (1936)
- Op. 42 Passacaglia und Fuge (1938; éd. Schott, Mainz, 1938) dédié à Hendrik Andriessen
- Op. 43 Suite modale (1938)
- Op. 48 Sinfonia per organo (1940)
- Op. 52a Concert Piece (1952; éd. C.F. Peters, New York, 1955)
- Op. 55 35 Miniatures (1945)
- Op. 58 Variations sur un thème original (1945)
- Op. 66 Lied-Symphony (1948; éd. C.F. Peters, New York, 1950)
  - Lied to the Ocean dédié à Richard Purvis
  - Lied to the Desert dédié à Carl Weinrich (en)
  - Lied to the Flowers dédié à Antoinette van Boxmeer
  - Lied to the Mountains dédié à Alexander McCurdy
  - Lied to the Sun dédié à Virgil Fox
- Op. 68 à 70 30 Chorale preludes on well-known hymn-tunes (1948-1949)
- Op. 71 4 Pièces (1949)
- Op. 72 3 Préludes & Fugues (1950)
- Op. 73 Alma Redemptoris Mater (1951; éd. Schola Cantorum, Paris, 1951) dédié à Piet Visser
- Op. 75 à 77 30 Chorale preludes on gregorian hymns (1953-1954)
- Op. 83 Prélude, canzona & chaconne (1955)
- Op. -- 60 short pieces for pipe or reed organ (1955)
- Op. 90 Präludien und Hymnen : 16 Orgelstücke in den Kirchentonarten (1958)
- Op. 99 Domicia XI post Pentecostes (Missa Cantata) (1960)
- Op. 100 213 Préludes d'hymnes pour l'année liturgique (1959-1969)
- Op. 113 Präludiale : 16 einfache Präludien (1964)
- Op. 116 6 Pièces lyriques (1966)
- Op. 119 10 Preludes on old Flemish carols (1972)
- Op. 123 Paraphrase on Salve Regina (1973) dédié à Jennifer Bate
- Op. 126 Introduzione, fugato con corale sopra Pro Civitate (1975)
- Op. 127 Partita on Puer nobis nascitur (1977) dédié à Brian Esford
- Op. 129 Sonata quasi una fantasia (1977) dédié à John Hofmann
- Op. 130 Little choral suite (Low mass) (1977)
- Op. 134 Ricercare (1982)

### Piano
- Op. 18 Suite (1928; une version orchestrale existe aussi)
- Op. 27 10 Schetsen uit het kinderleven (1934)
- Op. 45 Sonatine (1940)
- Op. 46 Sonatine (1940)
- Op. 53 Steenhof (1953)
- Op. 51 a Toccata (1945)
- Op. 88 10 Bagatelles (1958)
- Op. 114 12 Préludes de chorals (1964)
- Op. 121 20 Divertimenti (1972)

### Musique de chambre
- Op. 51 Sonate pour trompette & piano (1943)
- Op. 74 Concerto pour orgue & piano (1951)
- Op. 80 a Trio pour flûte, clarinette & basson (1955)
- Op. 82 Suite pour quatre trombones (1940)
- Op. 93 Entrata festivata pour 2 trompettes, 2 trombones & orgue (1959)
- Op. 101 Choral-Fantaisie sur « Christ the Lord has risen » pour 2 trompettes, 2 trombones & orgue(1960)
- Op. 122 Concertino pour orgue positif & clavecin (1973)

### Orchestre
- Op. 18 Suite (1928; une version pour piano seul existe aussi)
- Op. 52 Concerto pour orgue & orchestre (1944)

### Musique vocale
- Cantates
- Messes
- Mélodies
- Motets

## Ouvrages pédagogiques
- Op. 11 Tien Pedaalstudies pour orgue (1925)
- Méthode pratique pour l'accompagnement du chant grégorien (1939)
- Ars Organi (1952) : Cette méthode d'orgue se présente comme une synthèse de ce qui pouvait se faire de mieux dans le genre et à l'époque. L'auteur a consulté pas moins de 23 méthodes d'orgue antérieures dont celles de Best, Bossi, Dupré, Germani, Huré, Lemmens, Reger, Rinck et Tournemire. Son plan en 3 volumes comporte des exercices à 2 voix, 2 mains ou 1 main et les pieds (Vol. 1), 3 voix manualiter ou en trio avec pédale (vol. 2), 4 et 5 voix, plus des exercices virtuoses de pédale solo (vol. 3). Le tout mélange judicieusement exercices techniques et pièces tirées du répertoire d'orgue. De nombreuses indications sont données comme une méthode de travail avec mémorisation, la composition de plusieurs orgues historiques, un index des principaux jeux de l'orgue (français, néerlandais, anglais et allemand), et une liste d'œuvres conseillées à l'étude allant du XVIe siècle aux œuvres modernes. Comme il était dans la tradition au milieu du XXe siècle, cette méthode s'appuie sur une bonne connaissance préalable du piano et préconise un legato hérité de Lemmens.
- Little Organ Book for beginners (1953)
- Op. 96 Dix leçons de Solfège (1959)